# 弗洛托
弗洛托（德語：Vlotho，發音：[ˈfloːto] ⓘ）是德国北莱茵-威斯特法伦州代特莫尔德行政区黑尔福德县的城市，面积76.93平方千米，2023年12月31日人口为18,403人。